# Landkreis Neu-Ulm
Landkreis Neu-Ulm is een Landkreis in de Duitse deelstaat Beieren. De Landkreis telt 175.823 inwoners (31 december 2020) op een oppervlakte van 515,34 km². Kreisstadt is de gelijknamige stad.

## Indeling

Neu-Ulm is verdeeld in 17 gemeenten. Hiervan hebben er vijf de status van stad, vijf andere mogen zich Markt noemen. In het Landkreis liggen vier gebieden die niet gemeentelijk zijn ingedeeld.
Steden
1. Illertissen
2. Neu-Ulm
3. Senden
4. Vöhringen
5. Weißenhorn

Märkte
1. Altenstadt
2. Buch
3. Kellmünz an der Iller
4. Pfaffenhofen an der Roth

Overige gemeenten
1. Bellenberg
2. Elchingen
3. Holzheim
4. Nersingen
5. Oberroth
6. Osterberg
7. Roggenburg
8. Unterroth

Niet gemeentelijk ingedeeld
1. Auwald (4,96 km²)
2. Oberroggenburger Wald (6,43 km²)
3. Stoffenrieder Forst (15,79 km²)
4. Unterroggenburger Wald (17,62 km²)

Aichach-Friedberg · Altötting · Amberg · Amberg-Sulzbach · Ansbach (stad) · Landkreis Ansbach · Aschaffenburg (stad) · Landkreis Aschaffenburg · Augsburg (stad) · Landkreis Augsburg · Bad Kissingen · Bad Tölz-Wolfratshausen · Bamberg (stad) · Landkreis Bamberg · Bayreuth (stad) · Landkreis Bayreuth · Berchtesgadener Land · Cham · Coburg (stad) · Landkreis Coburg · Dachau · Deggendorf · Dillingen an der Donau · Dingolfing Landau · Donau-Ries · Ebersberg · Eichstätt · Erding · Erlangen · Erlangen-Höchstadt · Forchheim · Freising · Feyung-Grafenau · Fürstenfeldbruck · Fürth (stad) · Landkreis Fürth · Garmisch-Partenkirchen · Günzburg · Haßberge · Hof (stad) · Landkreis Hof · Ingolstadt · Kaufbeuren · Kelheim · Kempten im Allgäu · Kitzingen · Kronach · Kulmbach · Landsberg am Lech · Landshut (stad) · Landkreis Landshut · Lichtenfels · Lindau · Main-Spessart · Memmingen · Miesbach · Miltenberg · Mühldorf am Inn · München · Landkreis München · Neuburg-Schrobenhausen · Neumarkt in der Oberpfalz · Neurenberg · Neustadt an der Aisch-Bad Windsheim · Neustadt an der Waldnaab · Neu-Ulm · Nürnberger Land · Oberallgäu · Ostallgäu · Passau (stad) · Landkreis Passau · Pfaffenhofen an der Ilm · Regen · Regensburg (stad) · Landkreis Regensburg · Rhön-Grabfeld · Rosenheim (stad) · Landkreis Rosenheim · Roth · Rottal-Inn · Schwabach · Schwandorf · Schweinfurt (stad) · Landkreis Schweinfurt · Starnberg · Straubing · Straubing-Bogen · Tirschenreuth · Traunstein · Unterallgäu · Weiden in der Oberpfalz · Weilheim-Schongau · Weißenburg-Gunzenhausen · Wunsiedel im Fichtelgebirge · Würzburg (stad) · Landkreis Würzburg
Altenstadt ·
Bellenberg ·
Buch ·
Elchingen ·
Holzheim ·
Illertissen ·
Kellmünz a.d.Iller ·
Nersingen ·
Neu-Ulm ·
Oberroth ·
Osterberg ·
Pfaffenhofen a.d.Roth ·
Roggenburg ·
Senden ·
Unterroth ·
Vöhringen ·
Weißenhorn